# آنتونیو فلورس
آنتونیو فلورس (اسپانیایی: Antonio Flores‎؛ ‏ ۱۴ نوامبر ۱۹۶۱ – ۳۰ مهٔ ۱۹۹۵) موسیقی‌دان، ترانه‌سرا، خواننده و بازیگر اهل اسپانیا بود. وی بین سال‌های ۱۹۸۰ تا ۱۹۹۵ میلادی فعالیت می‌کرد.
از فیلم‌ها یا مجموعه‌های تلویزیونی که وی در آن‌ها نقش داشته است، می‌توان به خون و ماسه و رفقا اشاره نمود.
وی همچنین برندهٔ جوایزی همچون جایزه انداس شده است. در سال ۲۰۰۵، در دهمین سالگرد مرگش، به پاس فروش یک میلیون نسخه از آلبوم‌هایش، «لوح الماس» به‌صورت افتخاری به او اهدا شد. دخترش، آلبا فلورس این جایزه را دریافت کرد.